# 세비야
세비야(스페인어: Sevilla, 영어: Seville, 문화어: 쎄빌랴)는 스페인의 남서부에 있는 도시로, 안달루시아 지방의 예술, 문화, 금융의 중심 도시이며 세비야주의 주도이다. 과달키비르강이 흐르는 평야지대에 자리잡고 있다. 평균 고도는 해발 7 m이다. 스페인에서 4번째로 큰 도시로 마드리드, 바르셀로나, 발렌시아 다음이다. 세비야 자체만의 넓이는 140.8 km2 인구는 2007년 기준으로 699,759 명이다.

## 유래
세비야는 고대 로마 시절 히스팔리스(라틴어: Hispalis)로 불리다가 무어인 지배기에는 "시장이 열리는 곳"이란 뜻의 아랍어 이쉬빌리아(أشبيليّة)로 불렸다. 레콩키스타 이후 라틴어 이름 히스팔리스가 다시 사용되었으나 이후 p 가 v로 변하는 등의 음운변화를 거쳐 현재의 세비야란 명칭으로 굳어지게 되었다.

## 상징

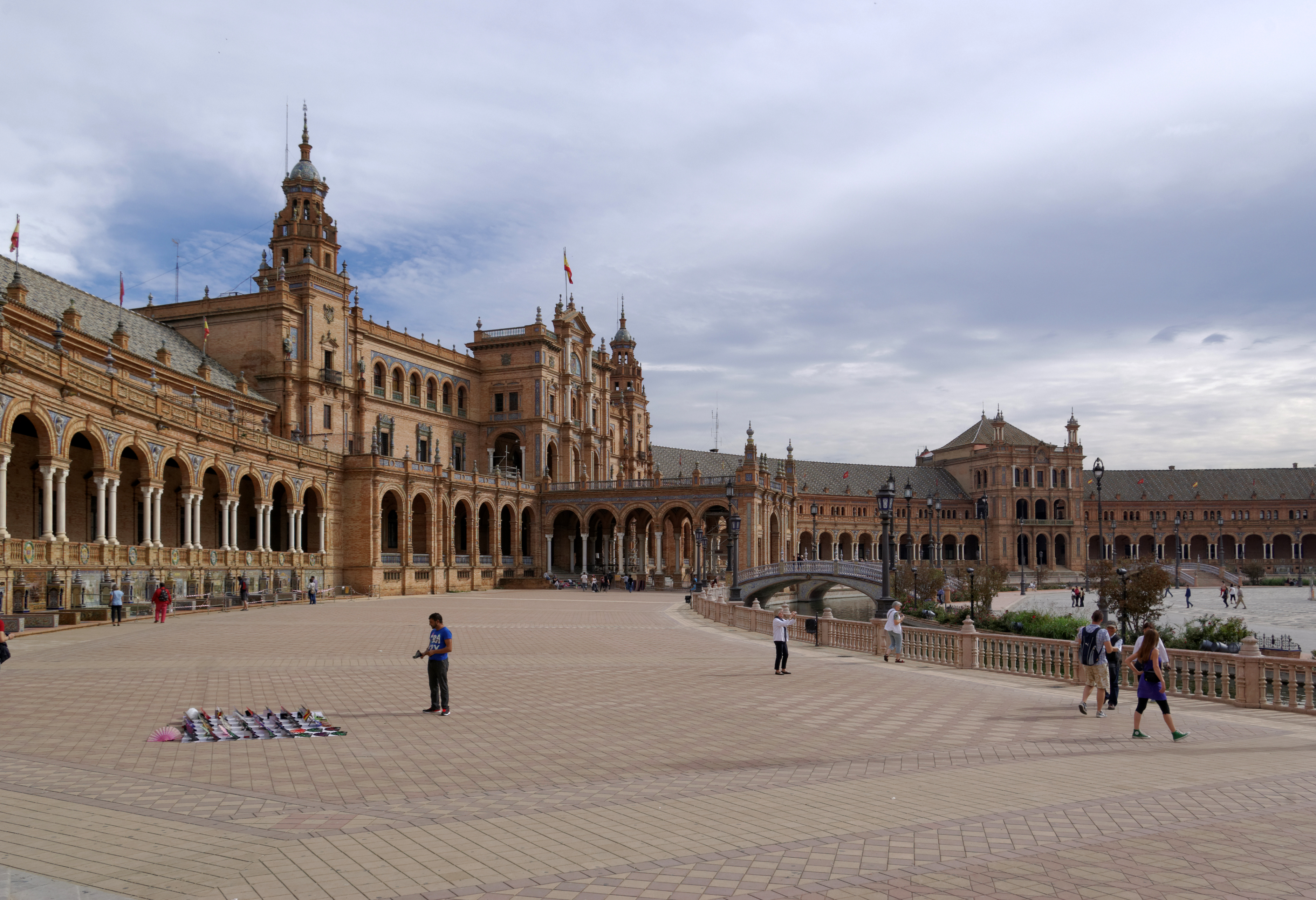
플라사 데 에스파냐

도시의 표어 NO8DO는 "No me ha dejado"를 축약한 것으로 카스티야 왕국 시절 알폰소 10세가 처음 사용하였다. "성모는 우리를 져버리지 않는다."는 뜻이다. 도시의 깃발은 와인색 바탕에 황금색으로 도시 표어가 새겨진 모양이다.
도시의 문장에 그려진 세 사람은 페르난도 3세, 세비야의 이시도르, 세비야의 레안드로이다.

## 역사

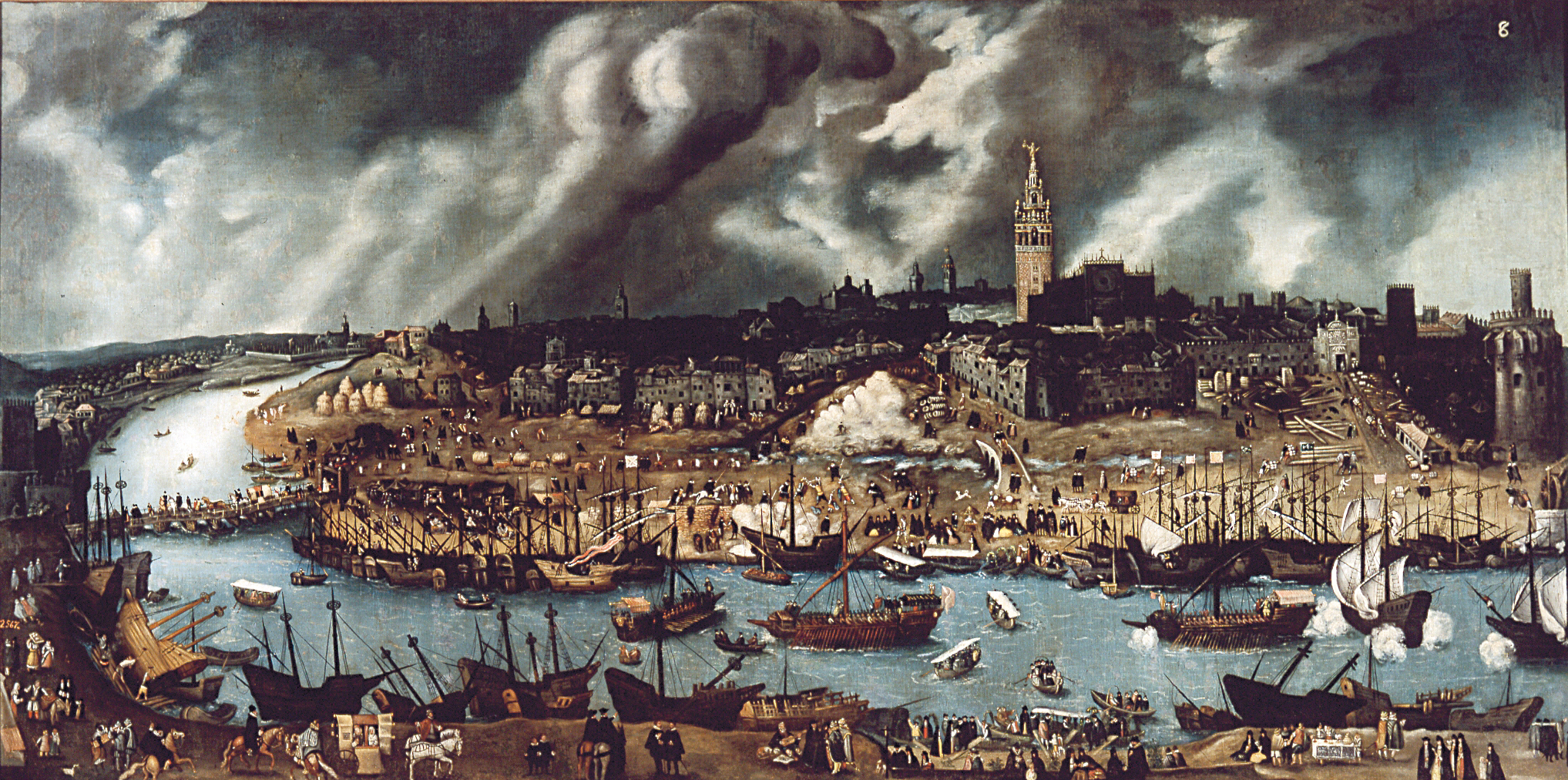
16세기 무렵의 세비야

기원전 5세기 경, 세비야와 그 인근 지역은 헤로도토스, 스트라본 등의 고대 그리스 역사가들에 의해 타르테소스 지방으로 불렸다.
고대 로마 시기 세비야 지역은 히스팔리스라 불렸으며 로마 제국의 속주 가운데 하나인 히스파니아 바이티카의 일부였다. 서로마 제국의 붕괴 후 일어난 4 - 5세기 게르만족의 민족 대이동 당시 세비야 지역은 반달족 등의 지배를 받았다. 712년 무어인들이 도시를 점령하면서 이쉬빌리아로 불리기 시작하였다. 현재의 도시 이름인 세비야는 여기에서 비롯되었다. 1248년 레콩키스타의 일환으로 페르난도 3세가 도시를 점령하면서 카스티야 왕국의 영토가 되었다. 이후 아라곤 왕국과 카스티야 왕국의 연합 왕국을 거쳐 스페인 왕국이 성립하면서 세비야는 점차 그 규모가 확대 되어 대항해 시대에 세비야는 전성기를 구가하게 되었다. 1649년 흑사병이 창궐하자 세비야 인구의 절반이 희생되었으며 1800년대가 되어서야 인구를 회복할 수 있었다.
19세기와 20세기에 이르러 세비야는 스페인 산업화의 중심지로 발전했다. 1936년 스페인 내전 당시 세비야는 내전 초기에 모로코로부터 침공해온 프랑코 진영에게 점령당하였다. 내전 기간 동안 세비야에서는 프랑코군에 저항하는 레지스탕스 활동이 있었다.

## 볼거리

### 기념물

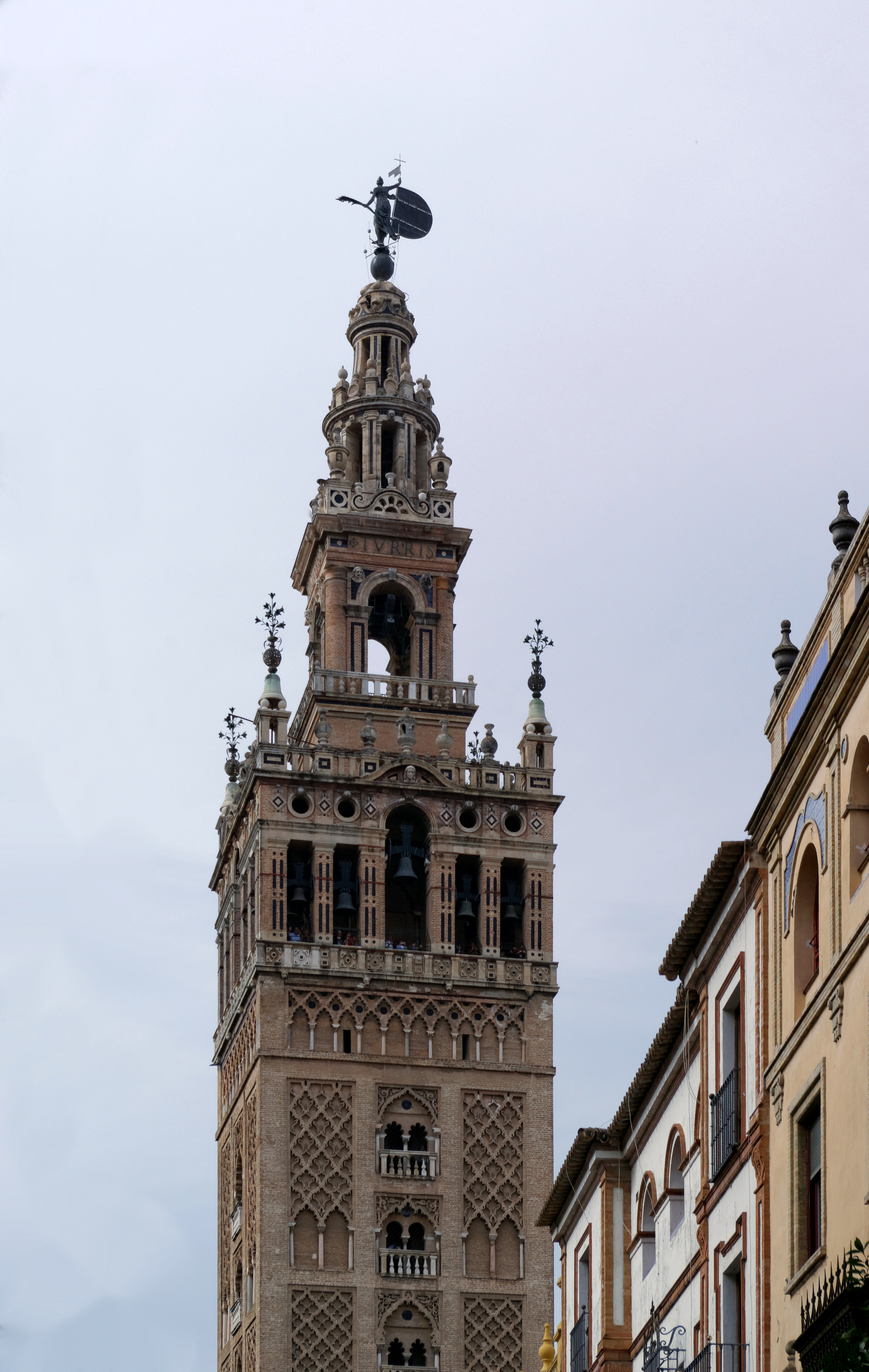
세비야 대성당의 첨탑

세비야 대성당은 레콩키스타 이후 이슬람의 모스크를 개조하여 건축한 것이다. 1401년 건축을 시작하여 1519년 완공한 세비야 대성당은 가장 규모가 큰 고딕 건축물 가운데 하나이다.

## 스포츠
세비야는 세계적으로 유명한 축구팀인 세비야 FC와 레알 베티스의 연고지이다.

## 인구
| 연도                                | 인구    | ±%     |
| ----------------------------------- | ------- | ------ |
| 1842                                | 100,498 | —      |
| 1857                                | 112,529 | +12.0% |
| 1860                                | 118,298 | +5.1%  |
| 1877                                | 133,247 | +12.6% |
| 1887                                | 143,840 | +7.9%  |
| 1897                                | 145,728 | +1.3%  |
| 1900                                | 147,271 | +1.1%  |
| 1910                                | 153,258 | +4.1%  |
| 1920                                | 205,723 | +34.2% |
| 1930                                | 217,788 | +5.9%  |
| 1940                                | 302,300 | +38.8% |
| 1950                                | 374,138 | +23.8% |
| 1960                                | 441,869 | +18.1% |
| 1970                                | 545,692 | +23.5% |
| 1981                                | 645,817 | +18.3% |
| 1991                                | 683,028 | +5.8%  |
| 2001                                | 684,633 | +0.2%  |
| 2011                                | 698,042 | +2.0%  |
| 2021                                | 684,340 | −2.0%  |
| 출처: National Statistics Institute |         |        |

## 기후
| 세비야 (세비야 공항)의 기후                                    | 세비야 (세비야 공항)의 기후 | 세비야 (세비야 공항)의 기후 | 세비야 (세비야 공항)의 기후 | 세비야 (세비야 공항)의 기후 | 세비야 (세비야 공항)의 기후 | 세비야 (세비야 공항)의 기후 | 세비야 (세비야 공항)의 기후 | 세비야 (세비야 공항)의 기후 | 세비야 (세비야 공항)의 기후 | 세비야 (세비야 공항)의 기후 | 세비야 (세비야 공항)의 기후 | 세비야 (세비야 공항)의 기후 | 세비야 (세비야 공항)의 기후 |
| 월                                                             | 1월                         | 2월                         | 3월                         | 4월                         | 5월                         | 6월                         | 7월                         | 8월                         | 9월                         | 10월                        | 11월                        | 12월                        | 연간                        |
| -------------------------------------------------------------- | --------------------------- | --------------------------- | --------------------------- | --------------------------- | --------------------------- | --------------------------- | --------------------------- | --------------------------- | --------------------------- | --------------------------- | --------------------------- | --------------------------- | --------------------------- |
| 역대 최고 기온 °C (°F)                                         | 24.2 (75.6)                 | 28.0 (82.4)                 | 32.9 (91.2)                 | 36.9 (98.4)                 | 41.0 (105.8)                | 45.2 (113.4)                | 46.6 (115.9)                | 45.9 (114.6)                | 44.8 (112.6)                | 37.4 (99.3)                 | 31.2 (88.2)                 | 24.5 (76.1)                 | 46.6 (115.9)                |
| 일평균 최고 기온 °C (°F)                                       | 16.3 (61.3)                 | 18.3 (64.9)                 | 21.6 (70.9)                 | 24.0 (75.2)                 | 28.2 (82.8)                 | 32.9 (91.2)                 | 36.3 (97.3)                 | 36.2 (97.2)                 | 31.6 (88.9)                 | 26.3 (79.3)                 | 20.3 (68.5)                 | 16.9 (62.4)                 | 25.7 (78.3)                 |
| 일일 평균 기온 °C (°F)                                         | 11.2 (52.2)                 | 12.7 (54.9)                 | 15.6 (60.1)                 | 17.8 (64.0)                 | 21.6 (70.9)                 | 25.7 (78.3)                 | 28.5 (83.3)                 | 28.6 (83.5)                 | 25.0 (77.0)                 | 20.6 (69.1)                 | 15.2 (59.4)                 | 12.2 (54.0)                 | 19.6 (67.2)                 |
| 일평균 최저 기온 °C (°F)                                       | 6.0 (42.8)                  | 7.0 (44.6)                  | 9.5 (49.1)                  | 11.6 (52.9)                 | 14.9 (58.8)                 | 18.5 (65.3)                 | 20.7 (69.3)                 | 20.9 (69.6)                 | 18.4 (65.1)                 | 14.9 (58.8)                 | 10.1 (50.2)                 | 7.4 (45.3)                  | 13.3 (56.0)                 |
| 역대 최저 기온 °C (°F)                                         | −4.4 (24.1)                 | −5.5 (22.1)                 | −2.0 (28.4)                 | 1.0 (33.8)                  | 3.8 (38.8)                  | 8.4 (47.1)                  | 11.4 (52.5)                 | 12.0 (53.6)                 | 8.6 (47.5)                  | 2.0 (35.6)                  | −1.4 (29.5)                 | −4.8 (23.4)                 | −5.5 (22.1)                 |
| 평균 강수량 mm (인치)                                          | 56.3 (2.22)                 | 46.2 (1.82)                 | 46.9 (1.85)                 | 51.5 (2.03)                 | 33.9 (1.33)                 | 5.8 (0.23)                  | 0.6 (0.02)                  | 2.5 (0.10)                  | 33.1 (1.30)                 | 75.4 (2.97)                 | 72.6 (2.86)                 | 77.2 (3.04)                 | 502 (19.77)                 |
| 평균 강수일수 (≥ 1 mm)                                         | 5.9                         | 5.3                         | 5.5                         | 6.0                         | 4.2                         | 1.0                         | 0.1                         | 0.4                         | 2.8                         | 6.3                         | 6.1                         | 6.5                         | 50.1                        |
| 평균 상대 습도 (%)                                             | 73                          | 66                          | 61                          | 57                          | 51                          | 45                          | 42                          | 45                          | 53                          | 62                          | 70                          | 74                          | 58                          |
| 평균 월간 일조시간                                             | 189                         | 198                         | 229                         | 255                         | 307                         | 339                         | 369                         | 347                         | 261                         | 229                         | 192                         | 174                         | 3,089                       |
| 가능 일조율                                                    | 62                          | 65                          | 62                          | 64                          | 70                          | 77                          | 82                          | 83                          | 70                          | 66                          | 63                          | 58                          | 69                          |
| 출처: 스페인 기상청 (평년값: 1991년~2020년, 극값: 1941년~현재) |                             |                             |                             |                             |                             |                             |                             |                             |                             |                             |                             |                             |                             |

## 같이 보기
- 아줄레주